# Playlife

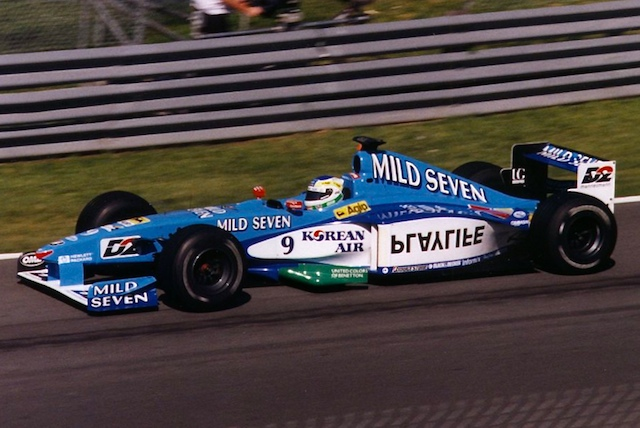
O veículo Benetton B199-Playlife, sob o comando de Giancarlo Fisichella no ano de 1999, exibia, em sua lateral, a distintiva insígnia da marca Playlife

A Playlife é uma empresa de moda sediada em Treviso, Itália. A empresa pertence ao Grupo Benetton e é a marca esportiva da fabricante de roupas.
A marca alcançou reconhecimento mundial nos anos de 1998 a 2000, quando patrocinava o nome dos motores dos carros da equipe de Fórmula 1 da Benetton, de 1998 a 2000, quando a equipe competia sob o nome Mild Seven Benetton Playlife. Os motores Playlife eram motores Renault rebatizados que foram adquiridos pela Mecachrome em 1998 e Supertec em 1999 e 2000. Outras equipes usavam os mesmos motores, mas mantinham o nome Mecachrome/Supertec, como Williams, Arrows e BAR.

## Fórmula 1
Em 1998, após a Renault sair oficialmente da Fórmula 1, a empresa francesa Mecachrome assumiu a responsabilidade de fornecer motores para as equipes que até a temporada de 1997 eram abastecidas pela Renault.
O nome "Playlife" foi usado a partir do ano de 1998 pela extinta equipe Benetton Formula, para rebatizar os motores fornecidos pela Mecachrome, a fim de promover a Playlife, uma subsidiária do Grupo Benetton, dono da equipe e, também, para diferenciar os motores desta equipe, em relação as outras que estavam começando a ser motorizadas pela Mecachrome. A renomeação dos motores foi proposta pelo gerente da equipe da Benetton, Flavio Briatore.
O fornecimento direto de motores pela Mecachrome seria suspenso em 1999, quando, graças a um acordo celebrado entre ela e a Super Performance Engineering, de propriedade da Briatore, começariam a produzir e desenvolver-se os motores que seriam chamados de Supertec, os quais começariam a ser fornecidos para as equipes Williams, Benetton Formula e Arrows, a empresa de Briatore assumiu a exclusividade do fornecimento de motores, substituindo a Mecachrome. No caso da equipe da Benetton, os motores seriam novamente renomeados para Playlife.
Existiram dois modelos de motores com o nome de Playlife, o primeiro deles foi o Mecachrome GC37-01, usado em 1998, enquanto que de 1999 a 2000 foi renomeado para Supertec FB01, com uma versão atualizada chamada FB02. Todos esses motores foram baseados no antigo motor V10 Renault RS9, que havia equipado as equipes Williams e Benetton Formula até 1997.
Apesar de não vencer nenhuma corrida, com esses motores, a Benetton alcançaria um bom número de pódios, quase sempre como a quarta equipe em potencial, atrás de Ferrari, McLaren e Williams.
A produção e o fornecimento desses motores terminaram em 2001, após o retorno da Renault como fornecedora oficial de motores da Benetton, preparando-se para o seu retorno como equipe a partir de 2002.